# Panicum socotranum
Panicum socotranum är en gräsart som beskrevs av Thomas Arthur Cope. Panicum socotranum ingår i släktet vipphirser, och familjen gräs. IUCN kategoriserar arten globalt som akut hotad. Inga underarter finns listade i Catalogue of Life.